# 葉利尼基區

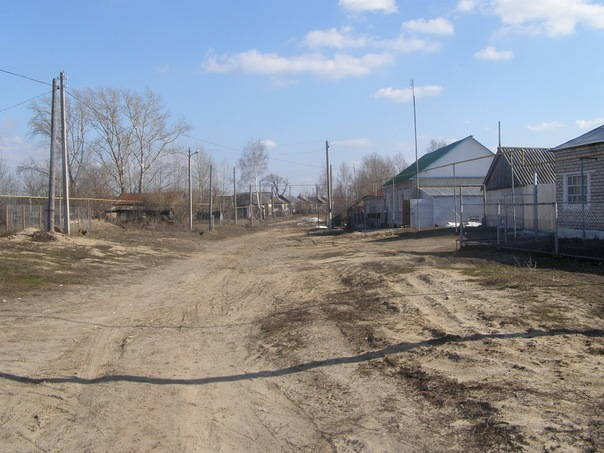

54°37′N 43°52′E / 54.617°N 43.867°E
葉利尼基區（俄语：Ельниковский район），是俄羅斯的一個區，位於該國西部，由莫爾多維亞共和國負責管轄，面積1,056平方公里，2010年人口11,995，人口密度每平方公里11.36人。